# Sean Ryan (Radsportler)
Sean Ryan (* 21. Januar 1941 in Conisborough (South Yorkshire)) ist ein ehemaliger britischer Radrennfahrer.

## Sportliche Laufbahn
Ryan war im Straßenradsport aktiv. Von 1961 bis 1966 startete er als Berufsfahrer. Er begann als Radprofi im französischen Radsportteam Margnat-Rochet-Dunlop, in dem neben ihm noch drei weitere Briten (Stan Brittain, Vincent Denson, Robert Laidlow) unter Vertrag waren. 1961 gewann er die Tour of the South West.
Ryan wurde für die britische Nationalmannschaft für die Tour de France 1961 nominiert. Auf der 2. Etappe der Tour schied er aus.